# دیوید جونز (بازیکن فوتبال، زاده ۱۹۸۴)
دیوید جونز (به انگلیسی: David Frank Llwyd Jones) بازیکن فوتبال اهل انگلستان است.

## باشگاهی
از باشگاه‌هایی که در آن بازی کرده‌است می‌توان به پرستون نورث اند، دربی کانتی، و منچستر یونایتد، بلکبرم روورز، ولورهمپتون واندررز، ان. ئی. سی، ویگان اتلتیک، برنلی اشاره کرد.

## تیم ملی
وی همچنین در تیم ملی فوتبال زیر ۲۱ سال انگلستان بازی کرده است.